# Mirari vos
Mirari Vos (O liberalismu a náboženské lhostejnosti) je první papežská encyklika Řehoře XVI. vyhlášená 15. srpna 1832, která odsoudila svobodné zednářství. Dále papež označil náboženský pluralismus, resp lhostejnost. Encyklika břitkou formou vede tažení proti liberalismu v souvislosti s výhradami filozofů k instituci celibátu, odmítá svobodu tisku vzhledem k možnému vydávání „bezcenných knih a pamfletů“. Dále si papež dělá obavy o přílišné propojení kléru a státu, na druhou stranu si nepřeje odluku státu od církve a preferuje konkordát.